# Ascochyta cheiranthi
Ascochyta cheiranthi är en svampart som beskrevs av Bres. 1900. Ascochyta cheiranthi ingår i släktet Ascochyta, ordningen Pleosporales, klassen Dothideomycetes, divisionen sporsäcksvampar och riket svampar.   Inga underarter finns listade i Catalogue of Life.